# Laringectomía
La laringectomía es un método eficaz para el tratamiento de los tumores de la laringe. La operación consiste en extirpar toda o parte de la laringe dañada por un tumor, realizada bajo anestesia general.

## Procedimiento
Se compone de dos fases:
- Retirada de la laringe enferma o lastimada
- Creación de una nueva abertura, llamada estoma, mediante la cual se efectúa la respiración

Para evitar que el tumor se extienda, a veces es necesario extirpar los ganglios del cuello, lo que se realiza en la misma operación. También puede ser necesario, según la extensión de tumor extirpar de modo parcial o total estructuras vecinas como: músculos del cuello, parte de tráquea, base de la lengua, parte de la faringe, tiroides, etc.

## Consecuencias de la operación
Después de la extirpación de la laringe, normalmente se precisan tratamientos de apoyo, como radioterapia y quimioterapia, para evitar las posibles recidivas del tumor.
Las consecuencias de la laringectomía, cuando es total, son:
- Pérdida del habla del paciente. Una vez recuperado puede volver a hablar mediante una prótesis fonatoria o bien mediante el aprendizaje del habla erigmofónica o habla esofágica, aunque no siempre es posible su rehabilitación.
- Necesidad de respirar mediante un traqueostoma, abierto en el cuello para tal fin.
- Disminución en el sentido del olfato
- Disminución de la fuerza para levantar pesos. Debido a que no es posible contener la respiración
- Dificultades en la contracción del abdomen para hacer de vientre u orinar. Por el mismo motivo

## Alternativas
La alternativa a la cirugía es el tratamiento con quimioterapia y/o radioterapia, aunque en muchos casos con menor probabilidad de éxito.